# Spigelia riedeliana
Spigelia riedeliana là một loài thực vật có hoa trong họ Mã tiền. Loài này được (Progel) Guimaraes & Fontella miêu tả khoa học đầu tiên năm 1969.